# Élection présidentielle irlandaise de 2011
L’élection présidentielle irlandaise de 2011 (en anglais : Irish presidential election, 2011) a eu lieu le jeudi 27 octobre 2011, pour élire le nouveau président de l'Irlande. La présidente sortante, Mary McAleese, élue en 1997 et reconduite en 2004, ne peut se représenter.

## Modalités
Le président de l'Irlande (Uachtarán na hÉireann) est élu au suffrage universel direct, pour un mandat de sept ans, renouvelable une fois. Peuvent être candidats les citoyens irlandais, âgés d'au moins 35 ans, parrainés par au moins vingt parlementaires, sur deux cent vingt-six, ou quatre conseils de comté, sur trente quatre. Le scrutin se joue en un seul tour, au vote alternatif. Chaque électeur indique, pour chaque candidat, un ordre de préférence. Si aucun candidat n'obtient la majorité absolue, celui qui a obtenu le plus petit nombre de suffrages est éliminé, et ses voix sont réparties sur les autres candidats, en fonction des préférences. Toutefois, plusieurs candidats peuvent être éliminés à la suite d'un seul décompte si l'addition de leurs suffrages donne un score inférieur au candidat arrivé avant eux, à la condition qu'aucun d'entre eux n'ait la possibilité d'atteindre un huitième du total des votes valides en étant éliminés un par un, dans la mesure où le remboursement des frais de campagne est conditionné au franchissement de ce quorum de 12,5 %.
En outre, le président sortant, s'il n'a accompli qu'un seul mandat, est candidat de droit, et automatiquement reconduit, sans vote, si personne ne se présente contre lui. Cette situation s'est produite en 1983 et 2004. Il en va de même si un seul candidat se présente, ce qui s'est produit quatre fois depuis 1938, la dernière en 1976 avec Patrick Hillery.

## Candidats

### Liste
| Nom | Nom                                                                                       | Parti              | Score en 1997       |
| --- | ----------------------------------------------------------------------------------------- | ------------------ | ------------------- |
|     | Mary Davis, 57 ans Conseillère d'État, militante pour les droits des handicapés           | Indépendante       | N/A                 |
|     | Seán Gallagher, 49 ans Chef d'entreprise, ancien membre du Fianna Fáil                    | Indépendant        | N/A                 |
|     | Michael D. Higgins, 70 ans Président du Parti travailliste, ancien ministre               | Parti travailliste | Adi Roche 6,9 %     |
|     | Martin McGuinness, 61 ans Vice-Premier ministre nord-irlandais                            | Sinn Féin          | N/A                 |
|     | Gay Mitchell, 59 ans Député européen                                                      | Fine Gael          | Mary Banotti 29,3 % |
|     | David Norris, 57 ans Sénateur, militant pour les droits civiques                          | Indépendant        | N/A                 |
|     | Dana Rosemary Scallon, 60 ans Vainqueur de l'Eurovision 1970, ancienne députée européenne | Indépendante       | 13,8 %              |

### Galerie

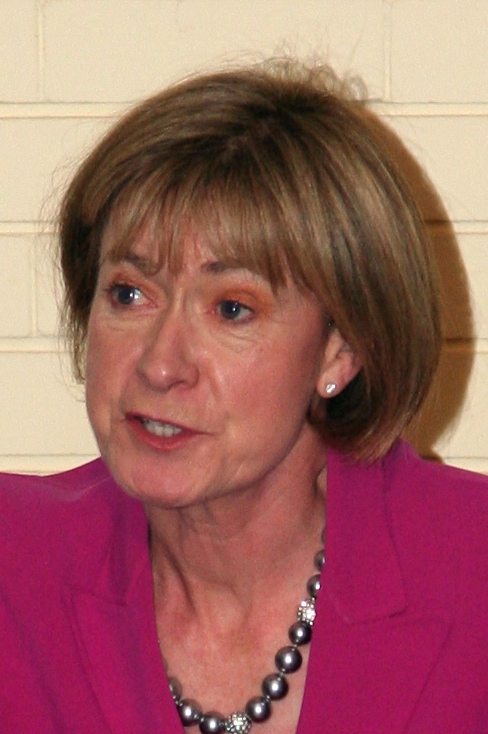
Mary Davis
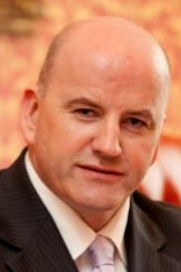
Seán Gallagher
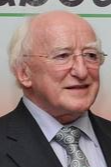
Michael D. Higgins
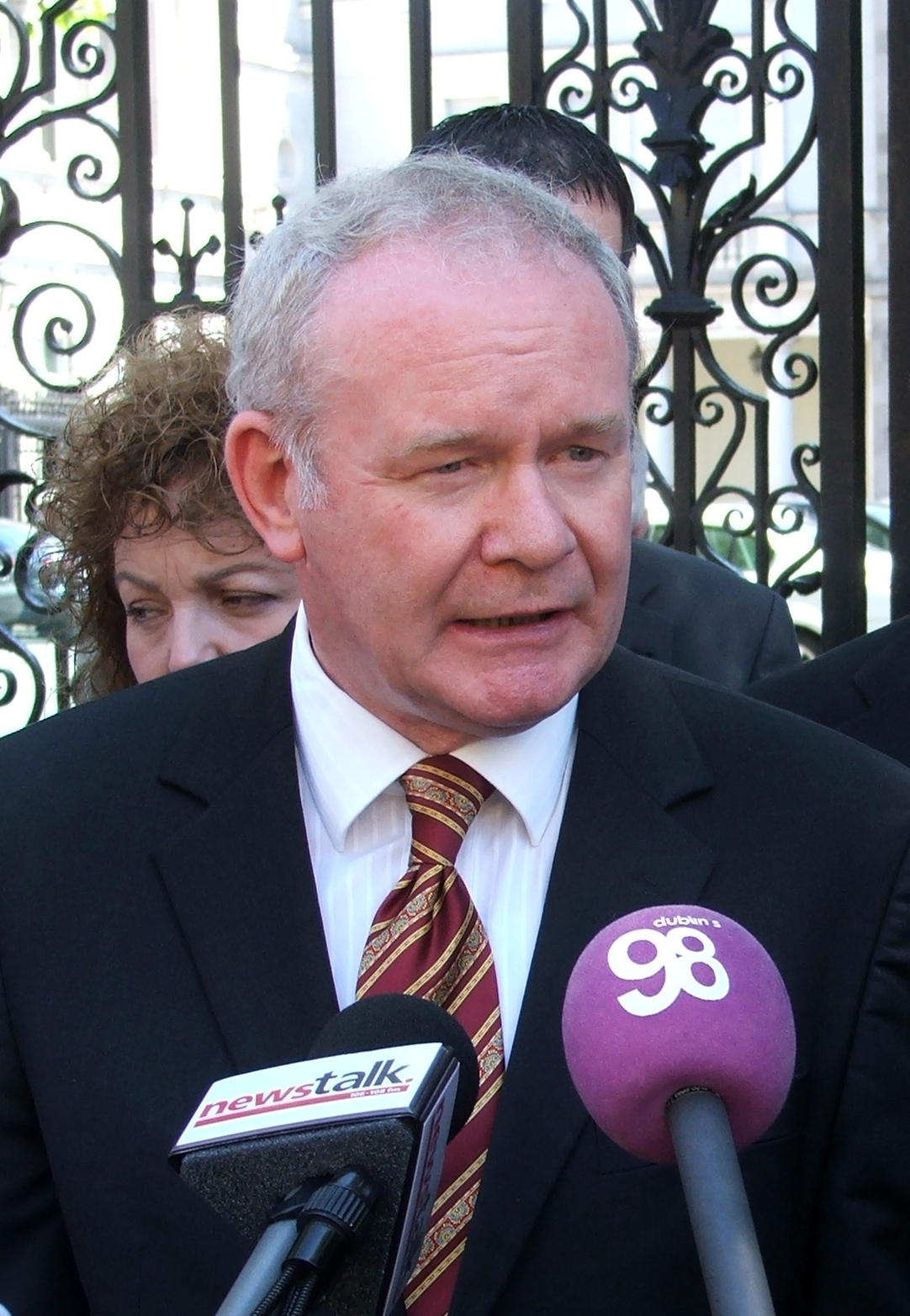
Martin McGuinness
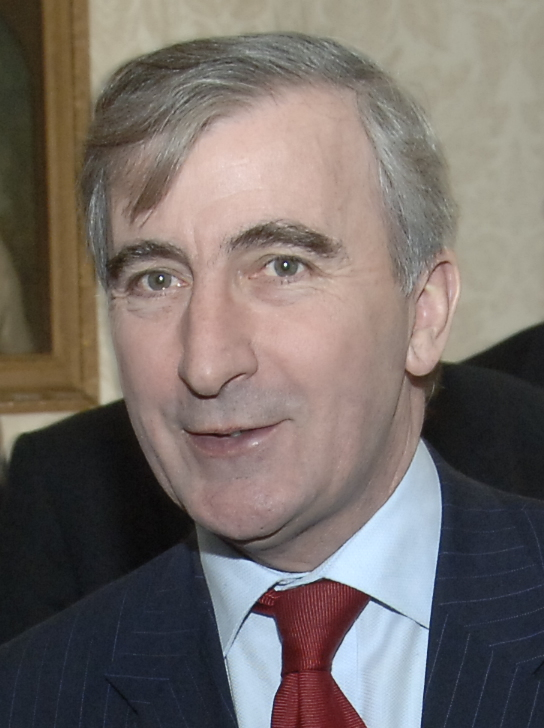
Gay Mitchell
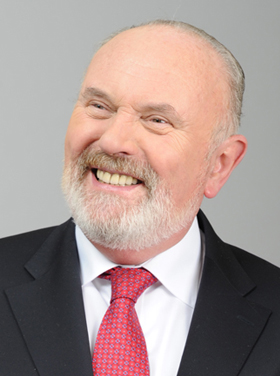
David Norris
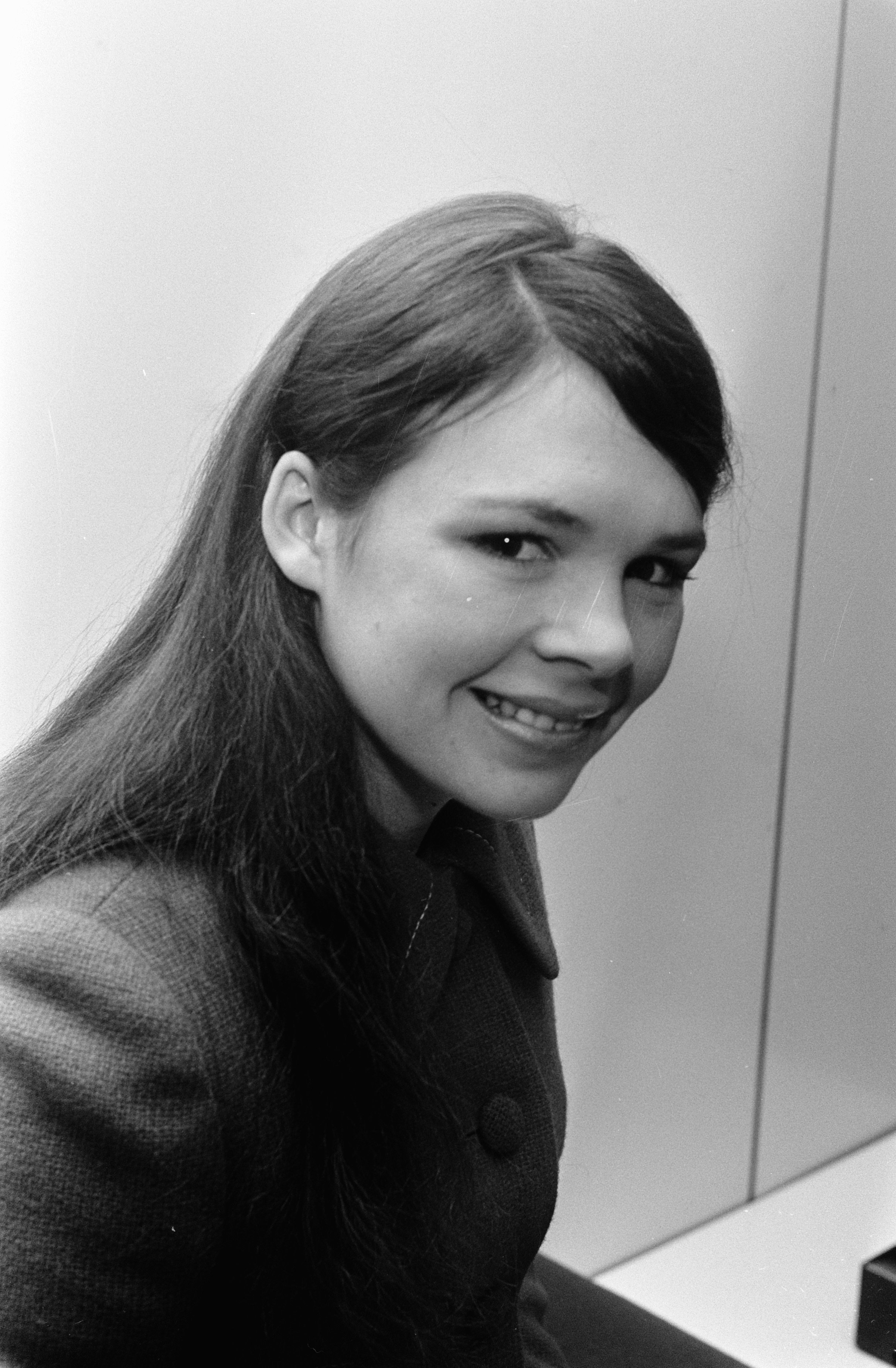
Dana Rosemary Scallon

### Désignation

#### Fine Gael
Gay Mitchell, député européen et ancien député de Dublin, a été choisi comme candidat du Fine Gael lors d'une convention extraordinaire organisée le 9 juillet 2011. Il avait annoncé sa candidature le mois précédent, assurant avoir été contacté par « un grand nombre de poids lourds du parti ». Le vote a eu lieu à bulletin secret, au sein d'un collège électoral réunissant tous les parlementaires, nationaux et européens, du Fine Gael, qui disposaient de 70 % des voix, les élus locaux, qui en détenaient 20 %, et le comité exécutif, qui disposait des 10 % restants. Il a ainsi défait Pat Cox, ancien membre des Démocrates progressistes ayant présidé le Parlement européen de 2002 à 2004, Avril Doyce, ancien député européen et national, et Mairead McGuinness, député européen.
Au mois de mars 2011, le FG avait publié une liste de trois candidats potentiels, à savoir l'ancien Taoiseach John Bruton, qui a fait part de son refus le 28 mai 2011, Seán Kelly, député européen ayant renoncé le 1er juin 2011, et Mairead McGuinness.

#### Parti travailliste
Michael D. Higgins, président du Parti travailliste, ancien ministre de la Culture et ancien parlementaire, a été désigné au cours d'une réunion du comité national exécutif et du groupe parlementaire travaillistes, le 19 juin 2011. Il avait fait part de son intention pour cette candidature en septembre 2010 et a défait deux autres candidats, Fergus Finlay, président de l'association caritative Barnardos's, et Kathleen O'Meara, anciennement sénatrice.

#### Sinn Féin
Le chef du Sinn Féin, Gerry Adams, avait annoncé, lors d'une réunion du comité exécutif en juin 2011, qu'il comptait présenter sa candidature à la présidence de la République. Le mois suivant, l'artiste Robert Ballagh annonçait envisager sérieusement d'être candidat, avec le soutien du parti nationaliste. Toutefois, lors de la réunion de la conférence annuelle, le 10 septembre, Adams a déclaré que le parti allait soutenir un autre candidat, qui s'est révélé, six jours plus tard, être le Vice-Premier ministre nord-irlandais, Martin McGuinness. Il a ensuite obtenu le soutien de quatre députés qui, s'ajoutant aux dix-sept parrainages dont il bénéficiait des parlementaires du SF, lui ont permis de présenter sa candidature.

#### Indépendants
- Mary Davis, conseillère d'État : elle déclare sa candidature le 26 mai 2011, et se lance elle aussi dans la course aux parrainages des conseils locaux. Elle en obtient dix dès le 13 septembre[5], et en engrange treize en tout.
- Seán Gallagher, homme d'affaires : il commence sa campagne de parrainages auprès des autorités locales le 13 juin, et remporte quatre soutiens de conseils de comté à peine trois mois plus tard[5].
- David Norris, ancien militant pour les droits civiques, précandidat en 2004 : après son échec pour l'obtention du soutien d'au moins dix-neuf parlementaires, il s'est tourné vers les conseils locaux, et a obtenu les quatre parrainages requis pour se présenter, dont celui de la ville de Dublin. Il avait lancé sa campagne en mars 2011, mais l'avait suspendue cinq mois plus tard, du fait d'une polémique sur une lettre envoyée à un tribunal israélien demandant la clémence pour son ancien partenaire de lutte pour les droits civiques, Ezra Nawi. Il l'a finalement reprise le 15 septembre, et rempli les conditions moins de deux semaines plus tard[6].
- Dana Rosemary Scallon, vainqueur du concours Eurovision de la chanson 1970, ancienne députée européenne, candidate en 1997 : elle lance sa candidature le 19 septembre, espérant d'abord être parrainée par des parlementaires. Constatant son échec deux jours plus tard, elle cherche alors le soutien des conseils locaux, qu'elle obtient le 27 septembre[7].

#### Absence du Fianna Fáil
Le 31 août 2011, suivant les recommandations d'un groupe nommé par le chef du parti, Micheál Martin, le groupe parlementaire du Fianna Fáil a décidé de ne présenter ou soutenir aucun candidat, une première dans l'histoire du pays. Plusieurs personnalités, dont le chef adjoint Éamon Ó Cuív, ancien ministre, ou l'une de ses prédécesseurs, Mary Hanafin, avaient pourtant fait part de leur intérêt pour une éventuelle candidature, à la suite du refus du présentateur de la télévision publique, Gay Byrne.

## Campagne

### Sondages
| Date              | Commanditaire            | Institut         | Davis | Gallagher | Higgins | McGuinness | Mitchell | Norris | Scallon |
| ----------------- | ------------------------ | ---------------- | ----- | --------- | ------- | ---------- | -------- | ------ | ------- |
| 25 septembre 2011 | The Sunday Business Post | RED C            | 13 %  | 11 %      | 18 %    | 16 %       | 13 %     | 21 %   | 6 %     |
| 6 octobre 2011    | The Irish Times          | IPSOS MRBI       | 12 %  | 20 %      | 23 %    | 19 %       | 9 %      | 11 %   | 6 %     |
| 6 octobre 2011    | Paddy Power              | RED C            | 9 %   | 21 %      | 25 %    | 16 %       | 10 %     | 14 %   | 5 %     |
| 15 octobre 2011   | The Sunday Business Post | RED C            | 4 %   | 39 %      | 27 %    | 13 %       | 8 %      | 7 %    | 2 %     |
| 16 octobre 2011   | The Sunday Independent   | Quantum Research | 4 %   | 29 %      | 36 %    | 13 %       | 6 %      | 10 %   | 2 %     |
| 22 octobre 2011   | The Sunday Business Post | RED C            | 2 %   | 40 %      | 26 %    | 13 %       | 6 %      | 10 %   | 3 %     |
| 23 octobre 2011   | The Irish Times          | IPSOS MRBI       | 3 %   | 40 %      | 25 %    | 15 %       | 6 %      | 8 %    | 3 %     |
| 24 octobre 2011   | Newstalk                 | ESRI Ireland     | 3 %   | 20 %      | 38 %    | 20 %       | 6 %      | 11 %   | 2 %     |

## Résultats
| Candidat                        | Candidat                        | Parti                           | 1er choix                       | 1er choix                       | 2e décompte              | 2e décompte              | 3e décompte              | 3e décompte              | 4e décompte | 4e décompte |
| Candidat                        | Candidat                        | Parti                           | Voix                            | %                               | Voix                     | %                        | Voix                     | %                        | Voix        | %           |
| ------------------------------- | ------------------------------- | ------------------------------- | ------------------------------- | ------------------------------- | ------------------------ | ------------------------ | ------------------------ | ------------------------ | ----------- | ----------- |
|                                 | Michael D. Higgins              | Lab                             | 701 101                         | 39,57                           | 730 480                  | 41,23                    | 793 128                  | 44,76                    | 1 007 104   | 56,84       |
|                                 | Seán Gallagher                  | Ind.                            | 504 964                         | 28,50                           | 529 401                  | 29,88                    | 548 373                  | 30,95                    | 628 114     | 35,45       |
|                                 | Martin McGuinness               | SF                              | 243 030                         | 13,72                           | 252 611                  | 14,26                    | 265 196                  | 14,97                    |             |             |
|                                 | Gay Mitchell                    | FG                              | 113 321                         | 6,40                            | 127 357                  | 7,19                     | 136 309                  | 7,69                     |             |             |
|                                 | David Norris                    | Ind.                            | 109 469                         | 6,18                            | 116 256                  | 6,56                     |                          |                          |             |             |
|                                 | Dana Rosemary Scallon           | Ind.                            | 51 220                          | 2,89                            |                          |                          |                          |                          |             |             |
|                                 | Mary Davis                      | Ind.                            | 48 657                          | 2,75                            |                          |                          |                          |                          |             |             |
| Votes non-transférables cumulés | Votes non-transférables cumulés | Votes non-transférables cumulés | Votes non-transférables cumulés | Votes non-transférables cumulés | 15 387                   | 0,87                     | 28 756                   | 1,62                     | 136 544     | 7,71        |
| Total des voix                  | Total des voix                  | Total des voix                  | 1 771 762                       | 100                             | 1 771 762                | 100                      | 1 771 762                | 100                      | 1 771 762   | 100         |
|                                 |                                 |                                 |                                 |                                 |                          |                          |                          |                          |             |             |
| Votes valides                   | Votes valides                   | Votes valides                   | Votes valides                   | Votes valides                   | Votes valides            | Votes valides            | Votes valides            | Votes valides            | 1 771 762   | 98,96       |
| Votes blancs et nuls            | Votes blancs et nuls            | Votes blancs et nuls            | Votes blancs et nuls            | Votes blancs et nuls            | Votes blancs et nuls     | Votes blancs et nuls     | Votes blancs et nuls     | Votes blancs et nuls     | 18 676      | 1,04        |
| Total                           | Total                           | Total                           | Total                           | Total                           | Total                    | Total                    | Total                    | Total                    | 1 790 438   | 100         |
| Abstentions                     | Abstentions                     | Abstentions                     | Abstentions                     | Abstentions                     | Abstentions              | Abstentions              | Abstentions              | Abstentions              | 1 400 719   | 43,89       |
| Inscrits / Participation        | Inscrits / Participation        | Inscrits / Participation        | Inscrits / Participation        | Inscrits / Participation        | Inscrits / Participation | Inscrits / Participation | Inscrits / Participation | Inscrits / Participation | 3 191 157   | 56,11       |